# Spintharidius rhomboidalis
Genre
Synonymes
- Madrepeira Levi, 1995

Espèce
Synonymes
- Spintharidius cerinus Simon, 1893
- Madrepeira amazonica Levi, 1995

Spintharidius rhomboidalis, unique représentant du genre Spintharidius, est une espèce d'araignées aranéomorphes de la famille des Araneidae.

## Distribution
Cette espèce se rencontre au Paraguay, en Bolivie, au Pérou et au Brésil.

## Description
La femelle holotype mesure 5 mm.
Les mâles mesurent de 3,0 à 3,5 mm et les femelles de 4,7 à 5,8 mm.

## Systématique et taxinomie
Cette espèce a été décrite par Simon en 1893.
Spintharidius cerinus et Madrepeira amazonica ont été placées en synonymie par Levi en 2008.
Ce genre a été décrit par Simon en 1893.
Madrepeira a été placé en synonymie par Levi en 2008.

## Publication originale
- Simon, 1893 : « Études arachnologiques. 25e Mémoire. XL. Descriptions d'espèces et de genres nouveaux de l'ordre des Araneae. » Annales de la Société Entomologique de France, vol. 62, p. 299-330 (texte intégral).